# Починок
Починок (рус. Починок) град је у европском делу Руске Федерације и административни центар Починковског рејона на југозападу Смоленске области.
Према процени националне статистичке службе, у граду је 2014. живело 8.675 становника.
У Починоку је рођен један од највећих руских и совјетских сликар, архитеката, графичара, типографа и фотографа Ел Лисицки (рођен 23. новембра 1890). Лисицки је спадао у најважније личности руске авангарде са почетка 20. века и скупа са својим учитељем Казимиром Маљевичем је основао уметнички правац супрематизам који је сам Маљевич називао конструктивизам.

## Географија
Град Починок се налази на око 49 км од административног центра области, града Смоленска и лежи на обалама реке Хмаре (притоке Сожа).

## Историја
Починок се развио из железничке станице на линији Рига—Орел, основане 1868. године. Име насеља долази од руске речи починок која означава свако наменски новоизграђено насеље. Станица је за кратко време постала веома важна саобраћајна тачка на у то доба једној од најпрометнијих пруга тадашње Руске Империје.
Године 1926. Починок добија административни статус града.
Неколико километара јужно од града у селу Шаталово налази се војни аеродром који тренутно користи Руско ратно ваздухопловство као тренинг центар за обуку својих пилота. Током „Хладног рата“ на том аеродрому су се припремале и јединице Совјетског ратног ваздухопловства.

## Становништво
Према подацима са пописа становништва 2010. у граду је живело 8.776 становника, док је према проценама за 2014. град имао 8.67 становника.
| 1897. | 1959. | 1970. | 1979.  | 1989.  | 2002. | 2010. | 2014. |
| ----- | ----- | ----- | ------ | ------ | ----- | ----- | ----- |
| ---   | 7.688 | 9.632 | 10.887 | 10.753 | 9.578 | 8.776 | 8.675 |